# Neodon namchabarwaensis
Neodon namchabarwaensis — вид гризунів родини Cricetidae. Зустрічається тільки в Китаї.